# Leuckartiara annexa
Leuckartiara annexa är en nässeldjursart som beskrevs av Paul Torben Lassenius Kramp 1957. Leuckartiara annexa ingår i släktet Leuckartiara och familjen Pandeidae. Inga underarter finns listade i Catalogue of Life.